# Leiodytes horai
Leiodytes horai är en skalbaggsart som först beskrevs av Vazirani 1969.  Leiodytes horai ingår i släktet Leiodytes och familjen dykare. Inga underarter finns listade i Catalogue of Life.